# Террон, Хосе
Хосе Террон Пенараганда (José Terrón Peñaranda, 5 июля 1939, Мадрид — 12 мая 2019) — испанский актёр.
В кино начал работать вместе со своими тремя братьями: Педро Ангелом и Виктором, в качестве каскадёров, благодаря умению делать трюки на лошадях. Хосе Террон снялся в более чем 50 фильмах в 1960—1970-х годах, в основном в спагетти-вестернах, в которых всегда играл злодеев благодаря специфической внешности. Наиболее известна его роль в культовом вестерне Серджо Леоне На несколько долларов больше, в котором Террон сыграл бандита Гая Кэллоуэйя, убитого выстрелом в лоб охотником за наградами в исполнении Ли Ван Клифа.
В ещё одном фильме «долларовой трилогии», Хороший, плохой, злой Террон появляется в небольшой роли Томаса «Коротышки» Ларсона, временного партнёра Блондина в исполнении Клинта Иствуда. Герой Террона бесславно погибает на виселице, после внезапного появления предыдущего «напарника» Блондина, Туко, в исполнении Илая Уоллака, препятствующего спасению Ларсона. 
После ухода на пенсию Хосе Террон поселился в замке Конде де Альфаз, по его стопам в кино пошли его сын и внук.

## Фильмография
На IMDB указано только 13 фильмов, в титрах которых значится Хосе Террон, но на самом деле снимался он гораздо больше:
- 1961 Эль Сид, Энтони Манн
- 1964 Падение Римской империи, Энтони Манн
- 1964 El fabuloso mundo del circo, Генри Хэтэуэй
- 1965 На несколько долларов больше, Сержо Леоне
- 1966 Джанго, Сержио Корбуччи
- 1966 Arizona Colt, Микеле Лупо
- 1966 Navajo Joe, Сержио Корбуччи
- 1966 Хороший, плохой, злой, Сержо Леоне
- 1967 Смерть верхом на лошади, Джулио Петрони
- 1967 Бог простит… Я — нет!, Джузеппе Колицци
- 1968 Quince horcas para un asesino, Нунцио Малассомма
- 1968 Lo quiero muerto, Палоа Бьянчини
- 1968 Шалако, Эдвард Дмитрык
- 1968 Comanche blanco, Хосе Бриз Мендез и Гилберт Кэй
- 1969 Tierra de gigantes, Фердинандо Бальди
- 1971 La quebrada del diablo, Никса Фильгоси и Бёрт Кеннеди